# Argus de la sanguinaire
Eumedonia eumedon
Espèce
L’Argus de la sanguinaire (Eumedonia eumedon) est une espèce paléarctique de lépidoptères (papillons) de la famille des Lycaenidae et de la sous-famille des Polyommatinae.

## Systématique
L'espèce Eumedonia eumedon a été décrite par le naturaliste allemand Eugen Johann Christoph Esper en 1780, sous le nom initial de Papilio eumedon.
Elle est l'espèce type du genre Eumedonia, mais ce dernier a un temps été synonymisé avec Aricia, avant d'être restauré. La combinaison Aricia eumedon est encore employée par de nombreux auteurs.

### Synonymes
- Aricia eumedon (Esper, 1780)
- Plebeius eumedon (Esper, 1780)
- Plebejus eumedon (Esper, 1780)
- Papilio chiron (Rottemburg, 1775)[3]

### Sous-espèces
Selon Funet :
- Eumedonia eumedon eumedon en Europe, au Caucase et en Sibérie.
- Eumedonia eumedon albica Dubatolov, 1997.
- Eumedonia eumedon ambigua (Staudinger, 1899) en Chine.
- Eumedonia eumedon antiqua (Staudinger, 1899).
- Eumedonia eumedon axarquia (Gil-T., 2004) en S. Espagne.
- Eumedonia eumedon borealis Wahlgren, 1930.
- Eumedonia eumedon fylgida Gorbunov, 1995 au Kamtchatka.
- Eumedonia eumedon mariensis Eitschberger & Steiniger, 1975 en SE. Espagne.
- Eumedonia eumedon modesta Nekrutenko, 1972 au Caucase.
- Eumedonia eumedon mylitta (Hemming, 1932).
- Eumedonia eumedon rondensis Gil-T. & Moreno-Benítez, 2012 en S. Espagne.
- Eumedonia eumedon sarykola (Sheljuzhko, 1914) au Pamir.
- Eumedonia eumedon timida (Grum-Grshimailo, 1885)

## Noms vernaculaires
- en français : l’Argus de la sanguinaire
- en anglais : Geranium Argus
- en allemand : Storchschnabel-Bläuling ou Schwarzbrauner Bläuling
- en néerlandais : zwart blauwtje

## Description
C'est un petit papillon qui présente un dimorphisme sexuel : le dessus du mâle est gris plus ou moins foncé avec une frange blanche, celui de la femelle est marron avec quelques taches sub marginales orange aux ailes postérieures avec aussi une frange blanche.
Le revers est beige à jaune suffusé de bleu  orné d'une ligne sub marginale de points jaune orange doublée d'une ligne de points noirs cerclés de blanc.

## Biologie

### Période de vol et hivernation
Il vole en une génération de mai à août selon l'altitude et la latitude. Volerait en deux générations en Asie. Il hiverne à l'état de chenille.

### Plantes hôtes
Ses plantes hôte sont normalement des Geranium, en particulier Geranium sanguineum,Geranium sylvaticum,Geranium palustre et Geranium pratense, mais dans le sud de l'Espagne (Andalousie) cette papillon use comme plantes hôte Erodium spp.

## Écologie et distribution
L'Argus de la sanguinaire est présent de l'Europe (Espagne, France, Suisse, nord de l'Italie, Roumanie, Scandinavie, rare dans les Balkans) jusqu'au Pacifique.
En France métropolitaine, il est présent dans les départements du Puy-de-Dôme, du Var et des Alpes-Maritimes. Selon d'autres sources il est présent dans les Pyrenées, le Massif Central et les Alpes soit vingt départements.

### Biotopes
Il affectionne les clairières et les prairies d'altitude.

## Protection
Pas de statut de protection particulier en France. En Allemagne, il est inscrit sur la liste rouge des insectes protégés[réf. souhaitée].